# Sødringholm
Sødringholm er en hovedgård i Sødring Sogn i Randers Kommune. Den ligger lige ved siden af Sødring Kirke. Sødringholm har måske tidligere heddet Sødringborg, og den blev erhvervet af Øm Kloster i 1240 fra biskop Peder Elafsen og Johannes Jude, men klosteret overdrog det allerede i 1248 til Johannes Jude igen.
Den nuværende hovedgård er formentlig oprettet af Hans Stygge (død 1568) fra Holbækgård, som i 1544 overtog 21 gårde i Sødring Sogn fra Kronen. Sødringholm indgik, sammen med Demstrup og Gesingholm (Løvenholm), fra 1674 til 1742 i Grevskabet Løvenholm. Sødringholm havde birkeret indtil 1637, hvor det kom under Løvenholm Birk.
Hovedbygningen er opført af Niels Secher efter en brand i 1752 og består af en hovedfløj med kvistgavl og to sidefløje, hvoraf den ene er i bindingsværk.
Sødringholm Gods er (med Brandstrupgård) på 852 hektar.

## Ejere
- 1976 - --Leif Skov / Anders Skov[1][2]